# La Puebla del Río
La Puebla del Río és una localitat de la província de Sevilla, Andalusia, Espanya. L'any 2006 tenia 11.570 habitants. La seva extensió superficial és de 377 km² i té una densitat de 30,69 hab/km². Les seves coordenades geogràfiques són 37° 16′ N, 6° 03′ O. Està situada a una altitud de 22 metres i a 14 kilòmetres de la capital de la província, Sevilla.

## Demografia
| 1996   | 1998   | 1999   | 2000   | 2001   | 2002   | 2003   | 2004   | 2005   | 2006   |
| ------ | ------ | ------ | ------ | ------ | ------ | ------ | ------ | ------ | ------ |
| 10.650 | 10.660 | 10.660 | 10.688 | 10.654 | 10.690 | 10.832 | 11.032 | 11.326 | 11.570 |